# Токовий Юрій
Юрій Токовий (нар. 10 березня 1964) — український яхтсмен. Учасник літніх Олімпійських ігор 1996 року, де в змаганнях у класі Фінн посів 17-те місце.